# یوسف الزعابی
یوسف الزعابی (انگلیسی: Yousif Al-Zaabi؛ زادهٔ ۱۵ ژانویهٔ ۱۹۸۶) یک بازیکن فوتبال اهل امارات متحده عربی است.